# 70e cérémonie des Tony Awards
La 70e cérémonie des Tony Awards a eu lieu le 12 juin 2016 au Beacon Theatre de New York, après trois ans au Radio City Music Hall et fut retransmise en direct à la télévision sur CBS. La cérémonie a récompensé les productions de Broadway en cours pendant la saison 2015-2016 et avant le 28 avril 2016.

## Cérémonie
La cérémonie a été dédiée à la mémoire des victimes de la fusillade d'Orlando survenue le matin même.
James Corden a présenté la cérémonie pour la première fois.

### Présentateurs
Lors de la soirée, plusieurs personnalités se sont relayées pour annoncer les noms des gagnants dont ; Uzo Aduba, Cate Blanchett, Christian Borle, Edie Brickell, Common
Claire Danes, Jesse Tyler Ferguson, Josh Groban, Jake Gyllenhaal, Neil Patrick Harris, Sean Hayes, Nikki M. James, James Earl Jones, Daniel Dae Kim, Carole King, Diane Lane, Nathan Lane, Angela Lansbury, Andrew Lloyd Webber, Lucy Liu, Steve Martin, Audra McDonald, Marlee Matlin, Patina Miller, Bebe Neuwirth, Andrew Rannells, Chita Rivera, Saoirse Ronan, Keri Russell, Meg Ryan, Barbra Streisand, Aaron Tveit, Blair Underwood, Mary Elizabeth Winstead et Oprah Winfrey,,,.

### Prestations
Le numéro d'ouverture "That Could Be Me/This Could Be You" a été créé par James Corden et Gary Barlow. Cette séquence reprenait des extraits de plusieurs comédies musicales célèbres dont Les Misérables, Le Roi lion et 42nd Street.
Lors de la soirée, plusieurs troupes ont présenté des extraits des comédies musicales à l'affiche. Parmi les comédies musicales représentées sur scène au cours de la soirée ; Le Fantôme de l'Opéra, Annie, Rent, Bright Star, The Color Purple, Un violon sur le toit, On Your Feet!, School of Rock, She Loves Me, Shuffle Along, L'Éveil du printemps et Waitress. La cérémonie fut conclue par une prestation de la troupe d'Hamilton.

## Palmarès
Les nominations ont été annoncés le 3 mai 2016 par Nikki M. James et Andrew Rannells.
| Meilleure pièce | Meilleure comédie musicale |
| --- | --- |
| - The Humans - Eclipsed - Le Père - King Charles III | - Hamilton - Bright Star - School of Rock - Shuffle Along - Waitress |
| Meilleure reprise d'une pièce | Meilleure reprise d'une comédie musicale |
| - Vu du pont - Blackbird - Les Sorcières de Salem - Le Long Voyage vers la nuit - Noises Off | - The Color Purple - Un violon sur le toit - She Loves Me - L'Éveil du printemps |
| Meilleur acteur dans une pièce | Meilleure actrice dans une pièce |
| - Frank Langella – Le Père dans le rôle d'Andre - Gabriel Byrne – Le Long Voyage vers la nuit dans le rôle de James Tyrone - Jeff Daniels – Blackbird dans le rôle de Ray - Tim Pigott-Smith – King Charles III dans le rôle de Charles - Mark Strong – Vu du pont dans le rôle d'Eddie Carbone                                            | - Jessica Lange – Le Long Voyage vers la nuit dans le rôle de Mary Tyrone - Laurie Metcalf – Misery dans le rôle d'Annie Wilkes - Lupita Nyong'o – Eclipsed dans le rôle de la fille - Sophie Okonedo – Les Sorcières de Salem dans le rôle d'Elizabeth Proctor - Michelle Williams – Blackbird dans le rôle d'Una Spencer                                    |
| Meilleur acteur dans une comédie musicale | Meilleure actrice dans une comédie musicale |
| - Leslie Odom Jr. – Hamilton dans le rôle d'Aaron Burr - Alex Brightman – School of Rock dans le rôle de Dewey Finn - Danny Burstein – Un violon sur le toit dans le rôle de Tevye - Zachary Levi – She Loves Me dans le rôle de Georg Nowack - Lin-Manuel Miranda – Hamilton dans le rôle d'Alexander Hamilton                            | - Cynthia Erivo – The Color Purple dans le rôle de Celie Harris Johnson - Laura Benanti – She Loves Me dans le rôle d'Amalia Balash - Carmen Cusack – Bright Star dans le rôle d'Alice Murphy - Jessie Mueller – Waitress dans le rôle de Jenna Hunterson - Phillipa Soo – Hamilton dans le rôle d'Elizabeth Schuyler Hamilton                                |
| Meilleur acteur de second rôle dans une pièce | Meilleure actrice de second rôle dans une pièce |
| - Reed Birney – The Humans dans le rôle d'Erik Blake - Bill Camp – Les Sorcières de Salem dans le rôle du révérend John Hale - David Furr – Noises Off dans le rôle de Gary Lejeune - Richard Goulding – King Charles III dans le rôle du Prince Harry - Michael Shannon – Le Long Voyage vers la nuit dans le rôle de James Tyrone, Jr.   | - Jayne Houdyshell – The Humans dans le rôle de Deirdre Blake - Pascale Armand – Eclipsed dans le rôle de Femme #3 - Megan Hilty – Noises Off dans le rôle de Brooke Ashton - Andrea Martin – Noises Off dans le rôle de Dotty Otley - Saycon Sengbloh – Eclipsed dans le rôle de Femme #1                                                                    |
| Meilleur acteur de second rôle dans une comédie musicale | Meilleure actrice de second rôle dans une comédie musicale |
| - Daveed Diggs – Hamilton dans le rôle du Marquis de Lafayette / Thomas Jefferson - Brandon Victor Dixon – Shuffle Along dans le rôle d'Eubie Blake - Christopher Fitzgerald – Waitress dans le rôle de Ogie - Jonathan Groff – Hamilton dans le rôle du Roi George III - Christopher Jackson – Hamilton dans le rôle de George Washington | - Renée Elise Goldsberry – Hamilton dans le rôle d'Angelica Schuyler Church - Danielle Brooks – The Color Purple dans le rôle de Sofia Johnson - Jane Krakowski – She Loves Me dans le rôle d'Ilona Ritter - Jennifer Simard – Disaster! dans le rôle de Sœur Mary Downy - Adrienne Warren – Shuffle Along dans le rôle de Gertrude Saunders / Florence Mills |
| Meilleur livret de comédie musicale | Meilleure partition originale |
| - Hamilton – Lin-Manuel Miranda - Bright Star – Steve Martin - School of Rock – Julian Fellowes - Shuffle Along – George C. Wolfe | - Hamilton – Lin-Manuel Miranda (musique et paroles) - Bright Star – Edie Brickell (musique et paroles) et Steve Martin (musique) - School of Rock – Andrew Lloyd Webber (musique) et Glenn Slater (paroles) - Waitress – Sara Bareilles (musique et paroles)                                                                                                 |
| Meilleurs décors pour une pièce | Meilleurs décors pour une comédie musicale |
| - David Zinn – The Humans - Beowulf Boritt – Thérèse Raquin - Christopher Oram – Hughie - Jan Versweyveld – Vu du pont | - David Rockwell – She Loves Me - Es Devlin et Finn Ross – American Psycho - David Korins – Hamilton - Santo Loquasto – Shuffle Along |
| Meilleurs costumes pour une pièce | Meilleurs costumes pour une comédie musicale |
| - Clint Ramos – Eclipsed - Jane Greenwood – Le Long Voyage vers la nuit - Michael Krass – Noises Off - Tom Scutt – King Charles III | - Paul Tazewell – Hamilton - Gregg Barnes – Tuck Everlasting - Jeff Mahshie – She Loves Me - Ann Roth – Shuffle Along |
| Meilleures lumières pour une pièce | Meilleures lumières pour une comédie musicale |
| - Natasha Katz – Le Long Voyage vers la nuit - Justin Townsend – The Humans - Jan Versweyveld – Les Sorcières de Salem - Jan Versweyveld – Vu du pont | - Howell Binkley – Hamilton - Jules Fisher et Peggy Eisenhauer – Shuffle Along - Ben Stanton – L'Éveil du printemps - Justin Townsend – American Psycho |
| Meilleure mise en scène pour une pièce | Meilleure mise en scène pour une comédie musicale |
| - Ivo van Hove – Vu du pont - Rupert Goold – King Charles III - Jonathan Kent – Le Long Voyage vers la nuit - Joe Mantello – The Humans - Liesl Tommy – Eclipsed | - Thomas Kail – Hamilton - Michael Arden – L'Éveil du printemps - John Doyle – The Color Purple - Scott Ellis – She Loves Me - George C. Wolfe – Shuffle Along |
| Meilleure chorégraphie | Meilleure orchestration |
| - Andy Blankenbuehler – Hamilton - Savion Glover – Shuffle Along - Hofesh Shechter – Un violon sur le toit - Randy Skinner – Dames at Sea - Sergio Trujillo – On Your Feet! | - Alex Lacamoire – Hamilton - August Eriksmoen – Bright Star - Larry Hochman – She Loves Me - Daryl Waters – Shuffle Along |

## Autres récompenses
Le prix Tony Honors for Excellence in the Theatre a été décerné à Joan Lader (coach vocal), Seth Gelblum (mandataire) et Sally Ann Parsons (propriétaire de la boutique de costumes Parsons-Meares).
Le Special Tony Award pour l'ensemble de sa carrière a été décerné à au librettiste Sheldon Harnick et au fondateur de la Circle Repertory Company, Marshall W. Mason. Brian Stokes Mitchell a reçu le prix Isabelle Stevenson Award pour son travail chez Actors Fund.
The Paper Mill Playhouse à Millburn, New Jersey fut récompensé du Regional Theatre Tony Award. Le "Tony Honor for Excellence in Theatre Education" a été remis à Marilyn McCormick, professeur d'art dramatique à la Cass Technical High School de Detroit.
Durant la cérémonie, un hommage a été rendu à l'occasion du 20e anniversaire de la production de la comédie musicale Chicago en présence de Bebe Neuwirth et de la troupe.